# Lijst van burgemeesters van Willemstad
Dit is een lijst van burgemeesters van de voormalige Nederlandse gemeente Willemstad in de provincie Noord-Brabant. Willemstad maakt sinds 1 januari 1997 deel uit van de op die datum gevormde gemeente Moerdijk (eerst nog tot 1 april 1998 Zevenbergen geheten).
| Ambtsperiode | Naam burgemeester                                | Partij of stroming | Bijzonderheden |
| ------------ | ------------------------------------------------ | ------------------ | --- |
| 1724-1725    | Willem Alphonse (W.A.) (van Huussel en) Mijsberg |                    | |
| ?            | ?                                                |                    | |
| 1743-1747    | Michiel (M.A.) Mijsberg                          |                    | broer van Willem Alphonse (van Huussel en) Mijsberg |
| ?            | ?                                                |                    | |
| 1783-1795    | Cornelis (C.) Jansen Maris                       |                    | ged. Fijnaart 18 Nov. 1725, ovl. Willemstad 21 Mei 1802                                                                                                  |
| 1795-181?    | Willem Brand                                     |                    | |
| 18?? - 1831  | J. van Oldenborgh                                |                    | |
| 1831 - 1835? | Jan Cornelis (J.C.) Maris                        |                    | zoon van Cornelis Jansen Maris. Ged. Willemstad 9 Nov. 1783, dijkgraaf van de Ruigenhil, lid Prov. Staten van Noord-Brabant, ovl. Willemstad 20 Mei 1835 |
| 1835 - 1840  | Ary van der Hoog                                 |                    | |
| 1841 - 1849  | Dirk van Wijngaarden                             |                    | |
| 1849 - 1854  | Jan Cornelis (J.C.) Punt                         |                    | |
| 1854 - 1858  | Aart Andriesse Schippers                         |                    | schoonzoon van Jan Cornelis Maris |
| 1858 - 1867  | J. van Wijngaarden                               |                    | |
| 1867 - 1871  | J.H. Beausar                                     |                    | |
| 1871 - 1873  | Hendrik de Lint                                  |                    | |
| 1873 - 1883  | C. Maris Hzn                                     |                    | |
| 1883 - 1901  | H.A. van Rijn                                    |                    | |
| 1901 - 1905  | Jan (J.) Brunt                                   |                    | |
| 1905 - 1908  | Henri (H.P.J.) Bloemers                          |                    | |
| 1908 - 1911  | Jacobus (J.) Bax                                 |                    | later burgemeester van Barendrecht |
| 1911 - 1920  | J.C. Pape                                        |                    | |
| 1920 - 1940  | H. van der Veen                                  |                    | |
| benoemd 1941 | F.H. Wanninkhof                                  |                    | |
| 1942 - 1944  | Adriaan (A.) van Campen                          | NSB                | |
| 1945 - 1949  | jhr.mr. W.F. Quarles van Ufford                  |                    | eerst waarnemend |
| 1949 - 1958  | Cor (C.A.) van der Hooft                         | ARP                | |
| 1959 - 1968  | Pieter Bastiaan Bouman                           | ARP                | |
| 1968 - 1969  | Herman (H.) Pop                                  | CHU                | waarnemend, burgemeester van Dinteloord en Prinsenland                                                                                                   |
| 1969 - 1977  | Jan (J.H.) Reinders                              | CHU                | |
| 1978 - 1984  | Jan (J.R.) Andel                                 | CHU / CDA          | |
| 1985 - 1997  | Cor (C.J.) de Ronde                              | CDA                | |